# Evangelische Kirche Eitorf

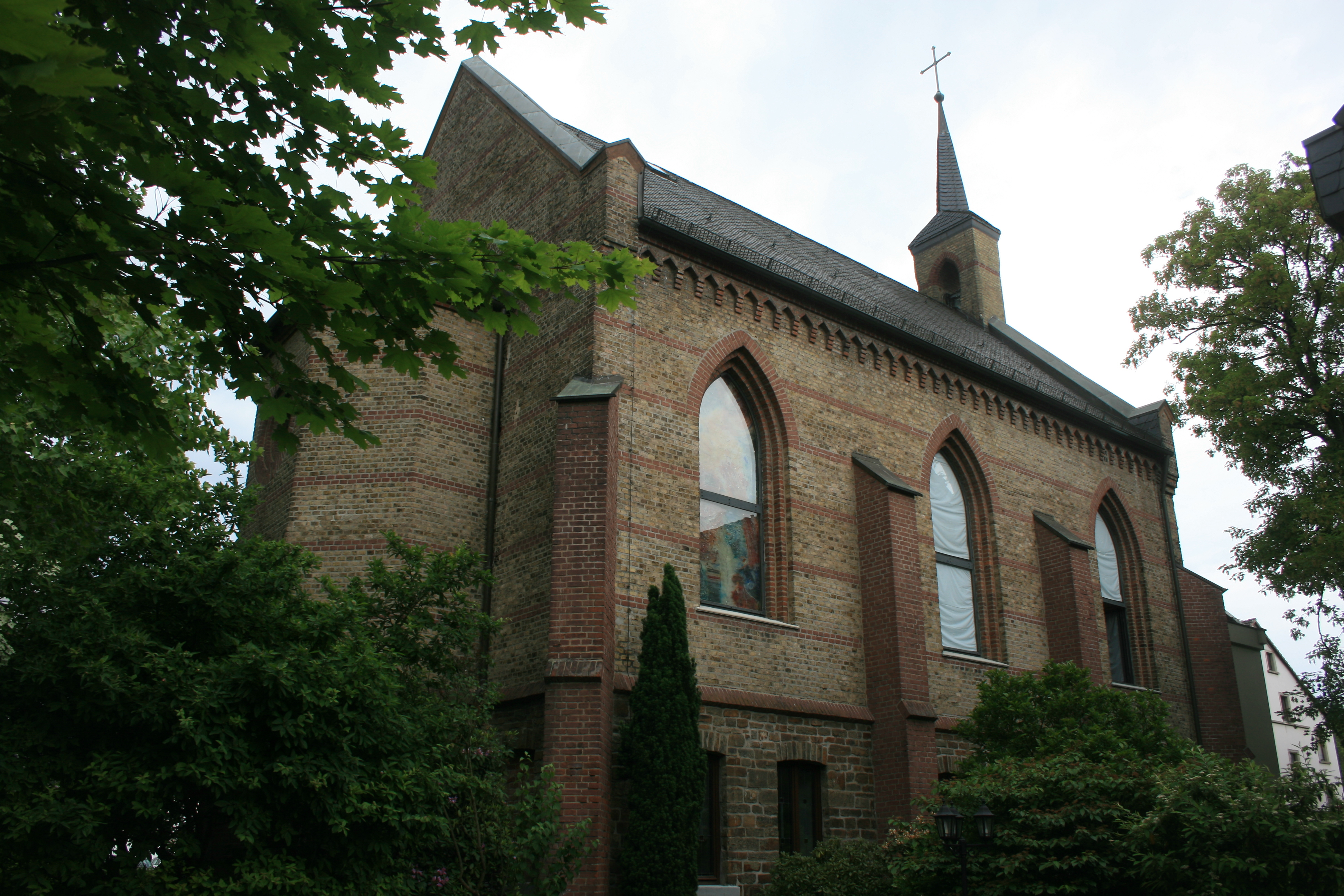
Evangelische Kirche

Die evangelische Kirche ist ein denkmalgeschütztes Kirchengebäude in Eitorf, einer Gemeinde im Rhein-Sieg-Kreis (Nordrhein-Westfalen). Die Kirchengemeinde Eitorf gehört zum Kirchenkreis An Sieg und Rhein der Evangelischen Kirche im Rheinland.

## Architektur
Der zweigeschossige, neugotische Bau mit fünfseitigem Chorschluss wurde 1862/63 nach Plänen von Vorländer errichtet. Der Eingangsgiebel ist mit einem Glockentürmchen bekrönt. Das Erdgeschoss wurde aus gehauenem Sandstein gemauert. Das Obergeschoss ist in gelbem Ziegel mit Bänderung und Gliederung in rotem Klinker gefertigt.

## Geschichte
1847 waren die hundert evangelischen Christen der Gemeinden Eitorf, Uckerath und Blankenberg der Kirchengemeinde Herchen zugehörig. Am 17. November 1857 wurde die erste Pfarrvikarstelle für Eitorf besetzt, die gleichzeitig für die Eisenbahn und die Irrenanstalt des Carl Friedrich Meyer zuständig war. Eigene Kirchensteuern wurden erst 1861 nach einer Ablösezahlung an die Gemeinde Herchen erlaubt. 1887 trennte sich die Kirchengemeinde Eitorf mit Uckerath und Blankenberg von Herchen ab. 1965 wurde eine zweite Pfarrstelle in Uckerath eingerichtet, zum 1. November 1991 wurde Uckerath eine eigene Kirchengemeinde.
Ursprünglich waren im Untergeschoss der 1863 eingeweihten eigenen Kirche eine evangelische Privatschule und die Wohnung für den Pfarrvikar untergebracht. Die Schule wurde 1873 geschlossen und der Raum von der Pfarrgemeinde genutzt. Nach dem Bau des Pfarrhauses wurde das Untergeschoss an die Kommunalgemeinde als evangelischer Schulsaal vermietet und die Pfarrvikarwohnung vom Lehrer bewohnt. Von 1907 bis zum Ersten Weltkrieg wurden die Räume als Kindergarten genutzt, danach als Küsterwohnung. Seit 1957 wird das Untergeschoss als Gemeindesaal genutzt.
Der Kirchensaal im Obergeschoss wurde erst 1894 auf seine heutige Länge ausgebaut und mit einer Orgelbühne versehen. Vorher befanden sich hier zwei weitere Räume der Pfarrvikarwohnung, die durch den Bau des 1893 errichteten Pfarrhauses nicht mehr benötigt wurden.
Anstelle der ursprünglichen Freitreppe wurde 1995 ein zweigeschossiger Vorbau errichtet.
Zwei Tage vor Weihnachten 2002 wurden durch einen Brand im Obergeschoss die Inneneinrichtung und die Fenster mit einfachem Rautenmuster aus den 1950er Jahren zerstört. Die Spitzbogenfenster wurden provisorisch mit einfachem Glas geschlossen, die Inneneinrichtung von dem Künstler Giovanni Vetere neu gestaltet. 2006/07 wurden die zwei Fenster am Chor durch Werke des Künstlers Michele Canzoneri ersetzt.
Im Jahr 1988 wurde das durch Witterungseinflüsse beschädigte alte Kirchenkreuz durch ein neues ersetzt.

## Glocken
Die Glocke wurde 1862 für 180 Mark, der eiserne Glockenstuhl für 90 Mark von der evangelischen Gemeinde in Leuscheid gekauft. An Ostern 1954 läutete zum ersten Mal eine zweite größere Glocke mit der Inschrift „Die Toten werden auferstehen“.

## Orgel
Die Orgel der Kirche wurde beim Brand 2002 zerstört. Im Frühjahr 2007 wurde eine neue Orgel mit 1517 Pfeifen der Orgelbaufirma Josef Weimbs nach sechs Wochen Aufbauzeit eingeweiht. Die Doppelfaltenbälge arbeiten mit freiem Wind.
| I Hauptwerk C–g3 |       |
| Principal        | 8′    |
| Hohlflaut        | 8′    |
| Unda maris       | 8′    |
| Salicional       | 8′    |
| Octave           | 4′    |
| Flaut            | 4′    |
| Quinte           | 2 ⁄3′ |
| Superoctave      | 2′    |
| Cornett IV ab c' | 4′    |
| Mixtur IV        | 1 ⁄3′ |
| Trompete         | 8′    |
| Tremulant        |       |

| II Oberwerk (schwellbar) C–g3 |       |
| Bourdon                       | 8′    |
| Flaut travers ab g°           | 8′    |
| Octave                        | 4′    |
| Doublette                     | 2′    |
| Sesquialter II                | 2 ⁄3′ |
| Mixtur III                    | 1′    |
| Basson/Hautbois               | 8′    |
| Tremulant                     |       |

| Pedal C–f1 |     |
| Subbass    | 16′ |
| Flautbass  | 8′  |
| Choralbass | 4′  |
| Fagott     | 16′ |

- Koppeln: II/I, I/P, II/P